# بيتا الجاثي
بيتا الجاثي Beta Herculis (β Herculis, ويختصرBeta Her, β Her), ويدعى أيضا Kornephoros، هو نجم ثنائي وألمع نجم في كوكبة الجاثي الشمالية. قدرة الظاهري 2.81. يقع النجم على مسافة 139 سنة ضوئية (43 فرسخ نجمي) من الشمس استنادا إلى قياسات اختلاف المنظر. بيتا الجاثي مرئي بالعين المجردة كنجم واحد.
في يوليو 1899 اكتشف الفلكي الأمريكي وليام والاس كامبل من خلال القياسات الطيفية أن السرعة الشعاعية تتغير، وخلص إلى أن لدي بيتا الجاثي رفيق.

## الخصائص
في مرصد بالومار،الفلكي الفرنسي أنطوان لابيري وغيره أستخدموا رقطة التداخل التصويري من صور مقراب هيل لحل النظام في عام 1977 ولقد رصد القمر الصناعي هيباركوس الحركة المدارية للنجم الأولي بالنسبة للنجوم الأخرى وتم حساب المدار في عام 2005 باستخدام البيانات الطيفية مع هذه القياسات. مدة النظام حوالي 410 يوم. بانحراف مداري عال يبلغ 0.55 ويميل المستوى المداري بزاوية 53.8 درجة بالنسبة إلى خط الأفق من الأرض.
النجم الأساسي تصنيفه النجمي هو G7 IIIa، مبينا انه نجم عملاق استنفد الهيدروجين وتطور بعيدا عن النسق الأساسي.

## التسمية
تسمية باير β Herculis لبيتا هرقل
وأسمة التقليدي كورنيفوروس، وهي كلمة يونانية تعني "حامل الهراوة"، وروتيليكوس وهو تحريف للكلمة اللاتينية تيتليكوس، التى تعني "الإبط". في عام 2016، نظم الاتحاد الفلكي الدولي فريقا لتصنيف وتوحيد أسماء النجوم(WGSN). ووافقت الجمعية على اسم كورنيفوروس لهذا النجم في 21 أغسطس 2016، وهي الآن مدرج في فهرس الاتحاد الفلكي الدولي لأسماء النجوم.
وعند العرب نجم بيتا الجاثي عضو في مجمة ( النسق الشامي) "الخط الشمالي" للنسقان "الخطان"، مع غاما الجاثي، غاما الحية وبيتا الحية.